# Ватсла
Ва́тсла (ест. Vatsla küla) — село в Естонії, у волості Сауе повіту Гар'юмаа.

## Населення
Чисельність населення на 31 грудня 2011 року становила 371 особу.